# Néjib Ghommidh
Néjib Ghommidh (Tunis, 12 de març de 1953) és un exfutbolista tunisenc de la dècada de 1970.

## Trajectòria esportiva
Fou internacional amb la selecció de futbol de Tunísia, amb la qual jugà a la Copa del Món de 1978 a l'Argentina, on marcà un gol. Pel que fa a clubs, defensà els colors del Club Africain.